# Lionel Bah
Lionel Bah (Oullins, 2 februari 1980) is een Frans-Ivoriaanse voormalige voetballer en huidig voetbalcoach.
Bah begon zijn carrière bij CS Louhans-Cuiseaux. Hij speelde in Frankrijk later nog voor EA Guingamp, Stade de Reims, US Créteil-Lusitanos en US Boulogne. Dan ging hij in Cyprus en in Roemenië voetballen, alvorens terug te keren naar zijn eerste profclub CS Louhans-Cuiseaux. Zijn spelerscarrière sloot hij af bij ASF Andrézieux.
In 2013 werd Bah technisch directeur bij de Belgische tweedeklasser White Star Bruxelles. Enkele weken na zijn aanstelling werd hij gepromoveerd tot hoofdtrainer en nam trainer Abdou Karim Ba zijn taken als technisch directeur over. Eind november 2013 werd hij ontslagen. In 2014 keerde hij terug naar White Star, maar dan als beloftentrainer.